# الحركة الفلمنكية

العلم الفلمنكي، كما تستخدمه الحركة الفلمنكية.

الحركة الفلمنكية ((بالهولندية: Vlaamse Beweging)‏ هي الحركة السياسية لمزيد من الحكم الذاتي لمنطقة فلاندرز البلجيكية، ولحماية اللغة الهولندية، وللحماية الشاملة للثقافة والتاريخ الفلمنكي، وفي بعض الحالات، للانفصال عن بلجيكا وتشكيل دولة مستقلة.
كان الجناح المعتدل للحركة الفلمنكية يسيطر لفترة طويلة من قبل فولكسوني («اتحاد الشعب»)، وهو حزب منذ بدايته في عام 1954 وحتى انهياره في عام 2002، تقدم بشكل كبير في القضية الفلمنكية على الرغم من تعرضه لانتقادات شديدة من قبل المتشددين بسبب استيعابه. بعد انهيار فولكسوني، تم استيعاب ممثلي الحزب من قبل الأحزاب الفلمنكية الأخرى. اليوم، يمكن اعتبار كل حزب فلمنكي تقريبًا (باستثناء حزب فلامس بيلانغ اليميني المتطرف) جزءًا من الجناح المعتدل للحركة الفلمنكية.   هذا الجناح له العديد من الروابط مع المنظمات النقابية والصناعية، لا سيما مع VOKA Vlaams Economisch Verbond (VEV ، Flemish Economic Union).

## الاتجاهات الداخلية

### الحرب العالمية الأولى
عمل كل من السياسي الليبرالي لويس فرانك، والكاثوليكي الفرنسي فرانس فان كويليرت، والاشتراكي كاميل هويزمانز (يطلق عليهم مجتمعين الديوك الصاعدة الثلاثة) معًا لتقديم اللغة الهولندية في جامعة غينت. في عام 1911 تم قبول اقتراح Lodewijk De Raet لهذه الغاية، على الرغم من أنه لن يتم تنفيذه حتى عام 1930. مع حلول القرن العشرين، أصبحت الحركة الفلمنكية أكثر تطرفًا وخلال الحرب العالمية الأولى، رحب بعض النشطاء بالمحتلين بوصفهم «إخوان جرمانيين متحررين».

### الحرب العالمية الثانية
خلال الحرب العالمية الثانية، احتلت ألمانيا مرة أخرى بلجيكا. قام الرايخ الثالث بسن قوانين لحماية وتشجيع اللغة الهولندية في بلجيكا، وبشكل عام، لنشر المشاعر السيئة بين الفلمنج والفرانكفونية، على سبيل المثال من خلال إطلاق سراح أسرى الحرب الفلمنديين فقط (انظر Flamenpolitik). كان لدى النازيون نوايا لسماح بإنشاء دولة فلمنكية مستقلة أو من هولندا الكبرى، وبدلا من ذلك المطلوب لاستكمال ضم الفلاندر ليس فقط (وهو ما فعلوه بحكم القانون خلال الحرب من خلال إنشاء «رايخسجاو Flandern» في وقت متأخر 1944)، ولكن جميع البلدان المنخفضة كعناصر «جرمانية عنصرية» من الرايخ الجرماني الأكبر. عظم [من؟]  القوميين الفلمنكية التعاون كوسيلة لمزيد من الحكم الذاتي. بسبب هذا التعاون من قِبل البعض، بعد الحرب، ارتبط كونك جزءًا من الحركة الفلمنكية بالتعاون مع العدو.

### الحواشي
1. ↑  Rich, Norman (1974). Hitler's War Aims: the Establishment of the New Order. W.W. Norton & Company Inc., New York, pp. 179–80, 195–96.